# Dayuan

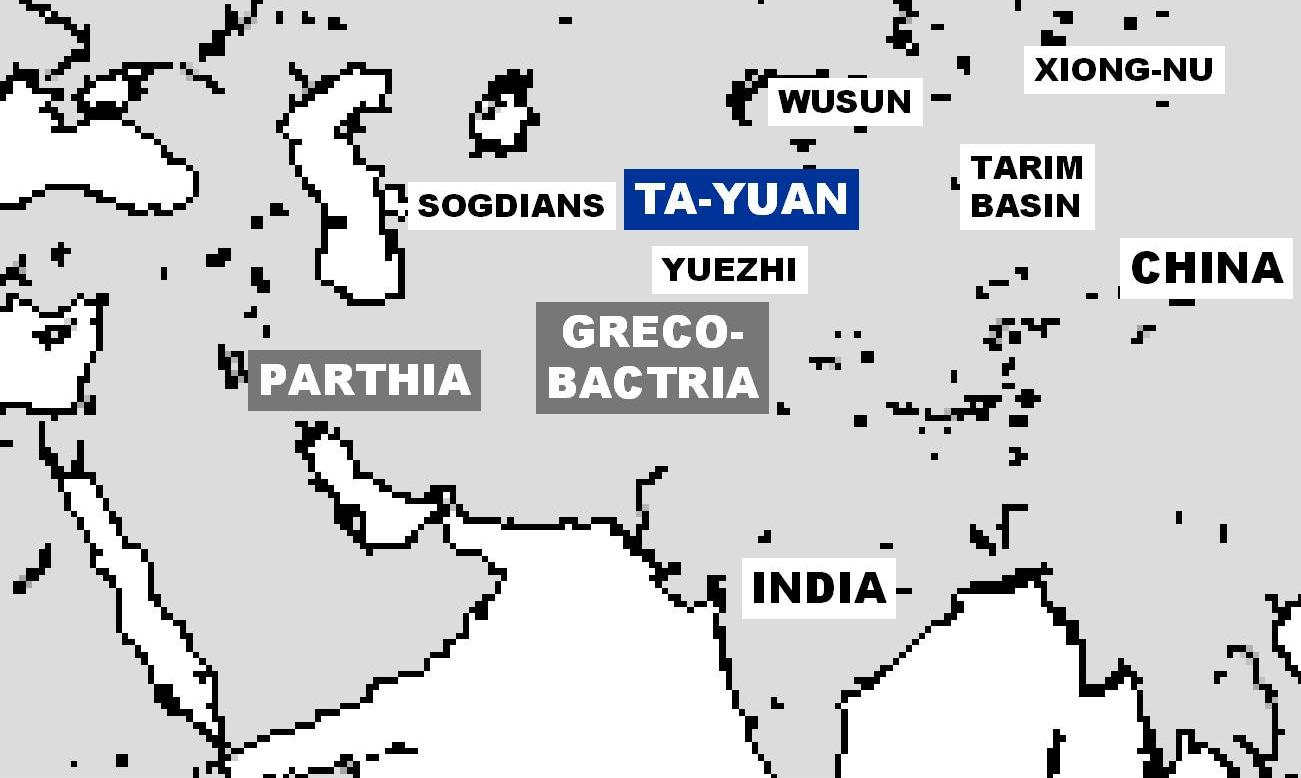
I Dayuan (a Fergana) erano una delle tre civiltà più avanzate dell'Asia centrale attorno al 130 a.C., assieme a Partia e Regno greco-battriano, secondo l'opera storica cinese Libro degli Han

I Dayuan o Ta-Yuan (cinese:大宛, Dàyuān, Ta-Yuan, letteralmente "Grandi Yuan") erano un popolo di Fergana in Asia centrale, descritto nello Shiji e nel Libro degli Han. Vengono citati anche nel racconto del famoso esploratore cinese Zhang Qian nel 130 a.C. e dai numerosi ambasciatori che lo seguirono. Lo stato di Dayuan viene generalmente associato alla valle di Fergana.
Questi racconti cinesi descrivono i Dayuan come un popolo stanziale, con caratteristiche caucasiche, che abitava in città cinte da mura ed aveva "usanze identiche a quelle dei greco-battriani", un regno ellenistico che governava la Battria, attuale Afghanistan settentrionale. I Dayuan sono anche descritti come lavoratori e grandi amanti del vino.
I Dayuan erano probabilmente discendenti dei coloni greci insediati da Alessandro Magno a Fergana nel 329 a.C., e prosperarono durante il regno ellenistico dei seleucidi e dei greco-battriani, finché non vennero isolati dalle migrazioni degli Yuezhi attorno al 160 a.C. In alternativa, è stato ipotizzato che il nome "Yuan" fosse semplicemente una traslitterazione delle parole "Yona" o "Yavana", usate in antichità in Asia per fare riferimento ai Greci ("Ioni"), in modo che Dayuan ("Grandi Yuan") significherebbe "Grandi Ioni".
L'interazione tra Dayuan e cinesi è cruciale dal punto di vista storico, dato che rappresenta uno dei principali contatti tra una cultura urbanizzata indoeuropea e la civiltà cinese, aprendo così la porta alla formazione della via della seta che unì Oriente ed Occidente con scambi materiali e culturali dal I secolo a.C. al XV secolo d.C.

## Regno ellenistico (329–160 a.C.)

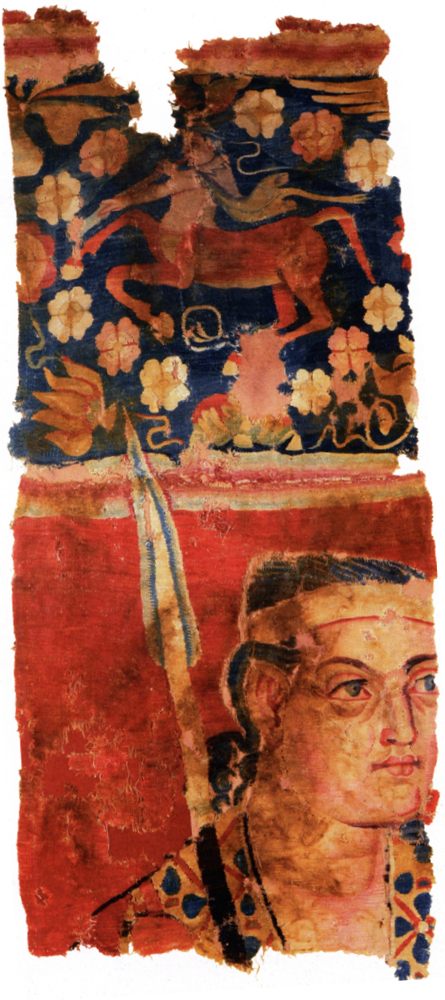
Probabile soldato greco sull'arazzo di Sampul, del III/II secolo a.C., da Sampul, Ürümqi, Xinjiang.

La regione di Fergana fu conquistata da Alessandro Magno nel 329 a.C. divenendo la sua base più avanzata in Asia centrale. Fondò la città fortificata di Alessandria Eschate ("Alessandria l'Ultima") nella parte sud-occidentale della valle di Fergana, sulla sponda meridionale del fiume Syr Darya (allora Jaxartes), dove oggi sorge Chujand in Tagikistan. Alessandro costruì un muro in mattoni lungo 6 km attorno alla città e, come per le altre città fondate, lasciò una guarnigione di veterani e feriti ad abitarvi.
L'intera Battria, la Transoxiana e la zona di Fergana rimasero sotto il controllo della dinastia seleucide fino al 250 a.C. A questo punto si guadagnò l'indipendenza sotto la guida del governatore Diodoto I, dando vita al Regno greco-battriano.

### Regno greco-battriano (250–160 a.C.)

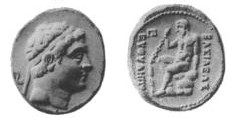
Il re greco-battriano Eutidemo I (230–200 a.C.)

I greco-battriani controllarono il proprio territorio e, secondo quanto dice lo storico greco Strabone, raggiunsero Alessandria Eschate "estendendo il proprio impero fino ai Seri ed ai Phryni". Vi sono prove del fatto che inviarono spedizioni fino a Kashgar nello Xinjiang, provocando i primi contatti tra Cina ed Occidente attorno al 200 a.C. Varie statuette e rappresentazioni di soldati greci sono state trovate a nord del Tien Shan, e sono oggi esposte presso il museo di Ürümqi.
Sembra che attorno al 160 a.C. la zona di Fergana sia stata invasa dalle tribù Saci (chiamate Sai-Wang dai cinesi). I Sai-Wang, originariamente insediati nella valle del fiume Ili e del lago Ysyk-Köl, si stavano spostando a sud dopo essere stati cacciati dagli Yuezhi (a loro volta in fuga dagli Xiongnu):
(Han Shu)

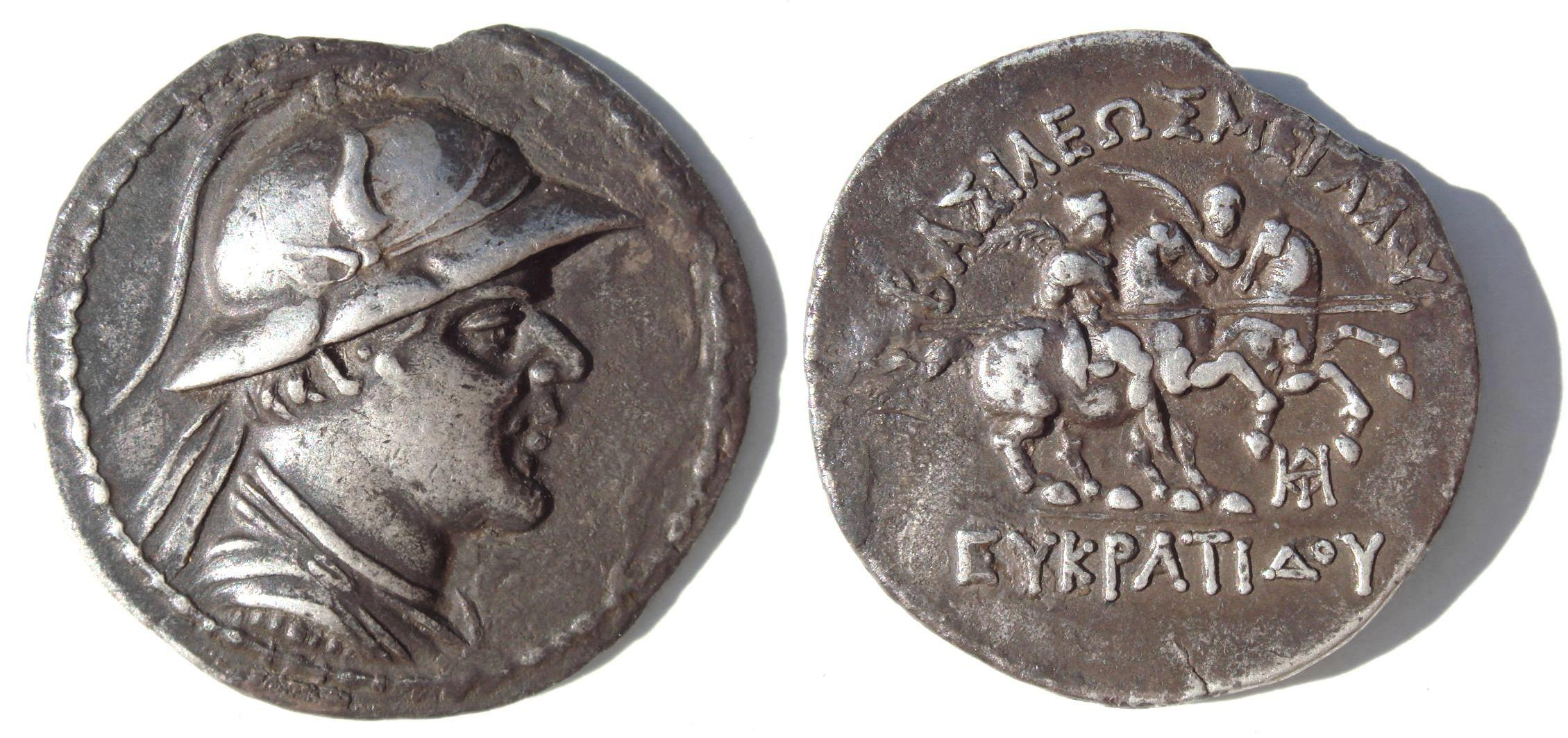
Monile in argento di re Eucratide I, che probabilmente cedette il territorio di Fergana ai Saci

I Saci occuparono il territorio greco dei Dayuan, approfittando del fatto che i greco-battriani erano impegnati in un conflitto in India contro gli indo-greci, e difficilmente sarebbero riusciti a difendere le province settentrionali. Secondo W.W. Tarn, "il resto delle tribù Sai-Wang conquistò apparentemente la provincia greca di Fergana. Fu facile in quel momento conquistare Fergana: Eucratide I aveva appena spodestato la dinastia di Eutidemo I, ed era col suo esercito in India, dove morì nel 159. Eliocle I, preoccupato dalla riconquista della Battria e dall'invasione dell'India, deve aver abbandonato la sua provincia".

## Regno dei Saci (dal 160 a.C.)

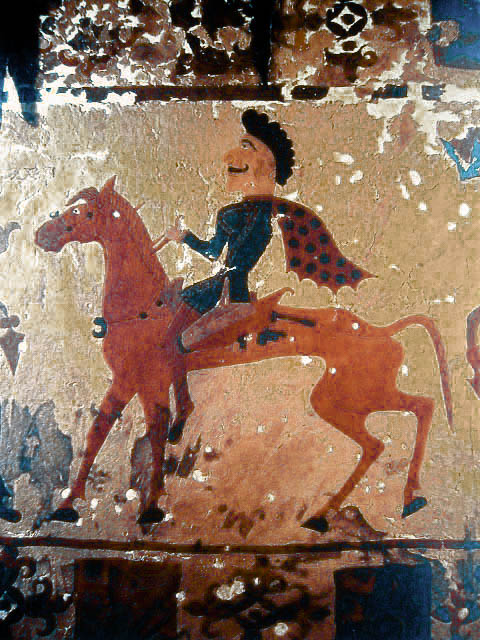
Cavaliere Saci (Scizia) della zona a nord di Tien Shan, Pazyryk, ca. 300 a.C.

Quando l'emissario cinese Zhang Qian descrisse i Dayuan attorno al 128 a.C., citò, oltre alla fiorente civiltà, i guerrieri che "sparavano frecce da cavallo", probabile descrizione dei guerrieri nomadi Saci. Dayuan era probabilmente già diventata una casta di popoli nomadi che regnavano sugli agricoltori preesistenti.
Nel 106–101 a.C., durante i conflitti con la Cina, si dice che i Dayuan si siano alleati con le tribù vicine dei Kang-Kiu (Sogdiana). Anche i cinesi riportano il nome del re dei Dayuan, "Mu-Kua", un nome Saci riprodotto in greco come Mauakes o Maues.

## Migrazione Yuezhi (155 a.C.)
Secondo i cronisti Han, gli Yuezhi subirono una nuova sconfitta attorno al 155 a.C., contro i Wusun, e fuggirono a sud dal bacino del fiume Ili, oltrepassando i Dayuan di Ferghana e reinsediandosi a nord dell'Oxus, negli odierni Kazakistan e Uzbekistan, tagliando fuori i Dayuan da ogni contatto con i greco-battriani. Gli Yuezhi si sarebbero poi espansi a sud in Battria attorno al 125 a.C., per poi dare vita all'impero Kushan in India a partire dal I secolo.

## Interazione con la Cina (dal 130 a.C.)
I Dayuan rimasero una civiltà ricca e potente con numerosi contatti e scambi con la Cina a partire dal 130 a.C.

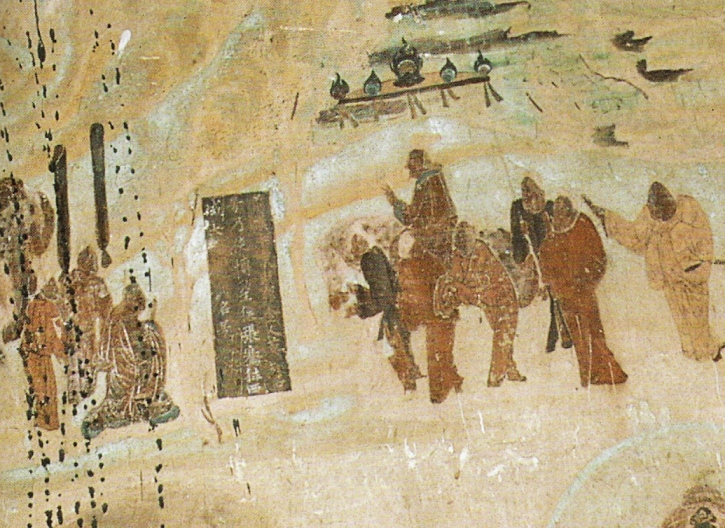
Zhang Qian lascia l'imperatore Han Wudi, partendo per la spedizione in Asia centrale dal 138 al 126 a.C., murale sulle Grotte di Mogao, 618–712

Attorno al 130 a.C., al tempo del viaggio di Zhang Qian in Asia centrale, i Dayuan erano descritti come abitanti di una regione corrispondente a Fergana, ad ovest dell'impero cinese. "La capitale del regno dei Dayuan è la città di Guishan (Chujand), distante da Chang'an 12 550 lǐ. Il regno è composto da 60 000 famiglie, con una popolazione totale di 300 000 persone di cui 60 000 soldati, un viceré, ed un principe. La sede del Governatore Generale si trovava ad est, a 4031 lǐ".
A sud-ovest si trovavano i territori degli Yuezhi, con i greco-battriani ancora più a sud, oltre l'Oxus. "I grandi Yueh-chih si trovano circa 2000 o 3000 li ad ovest dei Dayuan; abitano a nord del fiume Kuei (Oxus). A sud di loro ci sono i Daxia (battriani), ad ovest gli Anxis (Parthi); a nord i Kangju (Sogdiana)".
Lo Shi Ji spiega quindi che in origine gli Yuezhi abitavano la zona ad est dei Dayuan, nel bacino del Tarim, prima di subire una dura sconfitta contro gli Xiongnu ed il loro leader Mao-tun nel 176 a.C., il che li obbligò a superare i Dayuan insediandosi sulle sponde dell'Oxus, tra i Dayuan ed i battri.

### Cittadini urbani
Secondo Zhang Qian, le usanze dei Dayuan erano identiche a quelle dei battriani del sud, che in quel periodo formavano il Regno greco-battriano.
(Shi Ji)
Sono descritti come popolo sedentario, a differenza di altri come Yuezhi, Wusun o Xiongnu che erano nomadi.
(Han Shu)

### Aspetto e cultura
Lo Shi Ji parla della somiglianza con i caucasici e della cultura dei popoli che li circondavano:
(Burton Watson)
Erano grandi artigiani ed amanti del vino:
(Shi Ji)

### Influenze
Secondo lo Shi Ji l'uva e l'erba medica furono introdotte in Cina dai Dayuan che seguirono Zhang Qian. Sempre secondo lo Shi Ji anche la fusione fu introdotta nella regione dei Dayuan dai disertori Han.

### Relazioni con la Cina
In base ai racconti di Zhang Qian (che furono mandati agli Yuezhi chiedendogli un'alleanza contro gli Xiongnu, invano), l'imperatore cinese Wudi guadagnò interesse nello sviluppo di relazioni commerciali con le sofisticate civiltà di Fergana, Battria e Partia.
In seguito i cinesi inviarono numerosi ambasciatori, circa dieci l'anno, fino a raggiungere la Siria seleucide.

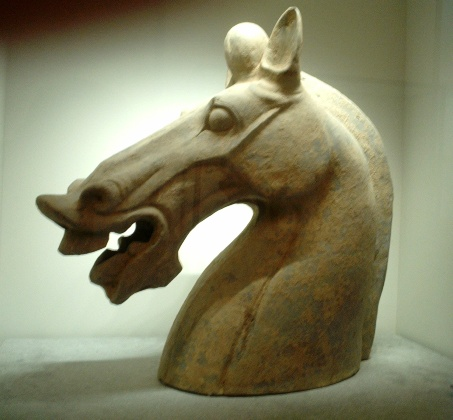
Cavallo della tarda dinastia Han (I/II secolo

I cinesi erano particolarmente attratti dagli alti e possenti cavalli ("cavalli paradisiaci") in possesso dei Dayuan, di importanza capitale nel combattere contro i nomadi Xiongnu. Il rifiuto da parte dei Dayuan di offrirgli abbastanza cavalli per una serie di battaglie, ed il mancato rispetto portò alla morte dell'ambasciatore cinese ed alla confisca dell'oro destinato al pagamento dei cavalli.
Arrabbiato, l'imperatore cinese inviò un esercito nel 104 a.C. guidato dal generale Li Guangli. Questi fallirono nella conquista, forse a causa di una sottovalutazione della potenza Dayuan. Inoltre molti inviati Han che erano stati tra i Dayuan, come Yao Dinghan, dissero: "L'esercito di Yuan è debole; se li attaccassimo con meno di 3000 balestrieri cinesi saremmo sicuri di annichilirli completamente".
L'imperatore Wudi inviò un secondo esercito di 60 000 persone per sottomettere i Dayuan pensando che, se non fosse riuscito a sottomettere una piccola nazione come quella dei Dayuan, i suoi ambasciatori non sarebbero mai stati trattati con rispetto dai popoli occidentali. L'assedio durò oltre 40 giorni.
Alla fine ottennero 3000 cavalli grazie ai negoziati con gli ufficiali Dayuan. Non riuscirono a conquistare i Dayuan, o ad entrare nella loro capitale.
I contatti con l'occidente furono ristabiliti dopo la firma del trattato di pace con gli Yuan. Gli ambasciatori furono di nuovo mandati ad ovest, ed alcune carovane giunsero in Battria.

## Un'era di commercio est-ovest e di scambi culturali
La via della seta nacque in pratica nel I secolo a.C., grazie agli sforzi cinesi di consolidare una rotta verso il mondo occidentale, sia tramite insediamenti nel bacino del Tarim che tramite relazioni diplomatiche con gli stati di Dayuan, Partiani e Battriani.
Ben presto si sviluppò un intenso commercio, confermato dall'amore romano per la seta cinese (fornita dai Partiani) a partire dal I secolo a.C., al punto che il senato emanò, invano, molti editti che vietavano di indossare seta in alcune occasioni.
È sempre in questo periodo che la fede buddhista e la cultura greco-battriana iniziarono a viaggiare lungo la via della seta, arrivando in Cina attorno al I secolo a.C.